# Sichomovi
Sichomovi, Hopi pueblo, utemeljen 1750. od naroda iz Walpija, točnije od klana Asa, lociran između puebla Hano i Walpi na Prvoj Mesi (First Mesa) u okrugu Navajo u Arizoni. U Sichomoviju se nalazi Owakülti-oltar, koji se sastoji od dva wímija (sveta objekta), kojeg je prvi opisao američki antropolog Walter J. Fewkes. Populacija je 1900. iznosila je 119 duša. 
Iz Sichomovija je poznati Hopi-lončar Stetson M. Setalla, pripadnik klana Bear.

## Vanjske poveznice
- Mapa[neaktivna poveznica]
- Stetson Setalla Thunderbird Vase